# Монгун-Тайга
Монгу́н-Тайга́ (тув. Мөңгүн-Тайга — Серебряная гора) — горный массив на территории Монгун-Тайгинского кожууна Тывы, в междуречье Мугура (с севера), Шара-Харагая (с востока и юго-востока) и Толайты (с запада), на востоке Алтая.
Российская часть Алтайских гор считается частью Западной Сибири, но Монгун-Тайга в 1932 году была передана (вместе с севером Убсунурской котловины) из состава Монголии в состав Тувинской Народной Республики, а в 1944 году (после вхождения республики в состав РСФСР) стала вместе со всей Тувой считаться частью Восточной Сибири.
Вершина горы — самая высокая точка Восточной Сибири — увенчана сверкающим ледниковым куполом. В ясный день Монгун-Тайга отливает резким серебристым светом, подтверждая свое название. Здесь постоянно дует сильный ветер.
У восточного подножья массива лежит озеро Хиндиктиг-Холь — «озеро с пупком» — огромный водоём с высокими и крутыми берегами, с чистейшей водой ледникового происхождения. Озеро расположено на высоте 2 305 м над уровнем моря, в центре его находятся два гористых островка, которые и дали название озеру. Местные жители очень гордятся чистотой водоема. Здесь находится наивысшая точка Тывы и всей Восточной Сибири — гора Монгун-Тайга (3 976 м). История покорения Монгун-Тайги началась в 1946 году, несмотря на то, что гора считается священной и по местным поверьям восходить на её вершину запрещено. Она до сих пор привлекает альпинистов и горных туристов — к её вершине проложено несколько маршрутов разной категории сложности
Массив сложен кристаллическими сланцами и песчаниками, прорванными в центре массива интрузиями гранитов. В высокогорье — ледники, общей площадью около 44 км². По периферии массива широко распространены валунные ледниковые отложения — показатели былого мощного оледенения. Наличие следов древних форм оледенения, а также свежих форм рельефа, слабо изменённых эрозией, говорят о молодости поднятия, возникшего, вероятно, в конце ледникового периода. На северных склонах массива — луговая растительность и горная тундра, на южных склонах — высокогорные степи и каменные развалы. Лесной пояс полностью отсутствует. Лишь небольшие участки лесов из сибирской лиственницы встречаются по долинам рек и ручьёв у подножия северных склонов массива.
В 2000 году здесь образован кластерный участок биосферного заповедника «Убсунурская котловина» площадью 15890 га для охраны альпийских лугов, каменистых тундр и холодных степей, в которых обитает алтайский архар (горный баран) и ирбис (снежный барс), у подножия гор пасутся сарлыки -прямые потомки дикого тибетского яка, озеро Хиндиктиг-Холь — промысловое — здесь обитает крупный хариус (до 0,9 м).